# Санкт-Пёльтен (футбольный клуб)
«Санкт-Пёльтен» — австрийский футбольный клуб из Санкт-Пёльтена, земля Нижняя Австрия, выступающий в австрийской Первой лиге. Основан в июне 2000 года. Домашние матчи проводит на стадионе «Фойт-Плац», вмещающем 8000 зрителей. Достижениями клуба являются победа в Первой лиге в 2016 году и выход в полуфинал Кубка Австрии в 2008 году.

## История
СКН «Санкт-Пёльтен» появился после роспуска в июне 2000 года его неофициального предшественника ФКН «Санкт-Пёльтен» (FCN St. Pölten). В том клубе выступали известные игроки, в частности, Лайош Детари (1996—1998).
Новый клуб получил всю инфраструктуру ФКН «Санкт-Пёльтен», стадион, а также покровительство над центром подготовки молодых футболистов Бундеслиги. За 2 года клуб сумел пробиться в региональную лигу, в которой в своём первом сезоне в ней занял 10-е место. На следующий год добился 4-го места, а ещё через год занял 6-е место и сумел дойти до 1/4 финала Кубка Австрии, в котором, однако, 27 апреля 2005 года был разгромлен венской «Аустрией» со счётом 6:0. В следующем сезоне «Санкт-Пёльтен» до последнего боролся за выход в Первую лигу, однако, в итоге ему не хватило для повышения в классе всего 1-го очка. На следующий сезон была поставлена задача повышения в классе, однако, из-за проблем в руководстве клуба, выполнить её не удалось, поэтому на следующий сезон задача ставилась менее серьёзная — всего лишь занять место в 5-е, но на этот раз всё сложилось удачно и став победителем в региональной лиге «Восток» в 2008 году, «Санкт-Пёльтен», тем самым, смог впервые в своей истории выйти в Первую лигу. В 2014 клуб добился наивысшего пока достижения в Кубке Австрии — выхода в финал турнира.

## Текущий состав
Примечание: Флаги указываются, так как игрок может иметь более одного гражданства по правилам ФИФА.
| №  |                           | Позиция | Игрок                                  |
| -- | ------------------------- | ------- | -------------------------------------- |
| 2  | Австрия                   | Защ     | Филип Дрлепан                          |
| 3  | Австрия                   | ПЗ      | Томас Алексиев                         |
| 5  | Кот-д’Ивуар               | ПЗ      | Сулейман Коне                          |
| 6  | Гвинея                    | ПЗ      | Карим Конт                             |
| 7  | Республика Конго          | Нап     | Кевин Боколо                           |
| 8  | Австрия                   | ПЗ      | Кристоф Мессерер                       |
| 9  | Австрия                   | Нап     | Бернд Гшвайдль                         |
| 10 | Соединённые Штаты Америки | Нап     | Улиссес Льянес (аренда из Вольфсбурга) |
| 12 | Австрия                   | Вр      | Франц Штольц                           |
| 14 | Япония                    | Нап     | Рио Нитта (аренда из Саган Тосу)       |
| 15 | Австрия                   | ПЗ      | Кристиан Рамзебнер                     |
| 16 | Австрия                   | ПЗ      | Николас Висак                          |
| 17 | Кот-д’Ивуар               | Нап     | Якуба Силуэ                            |

| №  |            | Позиция | Игрок                          |
| -- | ---------- | ------- | ------------------------------ |
| 18 | Австрия    | ПЗ      | Бенедикт Шарнер                |
| 19 | Австрия    | ПЗ      | Давид Риглер                   |
| 20 | Австрия    | Нап     | Даниэль Шютц                   |
| 22 | Нидерланды | Нап     | Джейден Шон Монтнор            |
| 24 | Германия   | ПЗ      | Фадель Мору                    |
| 25 | Австрия    | Нап     | Томас Саламон                  |
| 26 | Австрия    | Вр      | Томас Тернер                   |
| 27 | Австрия    | Вр      | Пирмин Штрассер                |
| 28 | Германия   | Нап     | Луис Хартвиг (аренда из Бохум) |
| 37 | Австрия    | Защ     | Юлиан Кейблингер               |
| 47 | Австрия    | Нап     | Марсель Пеммер                 |
| 66 | Швейцария  | Защ     | Янник Шейдеггер                |
| 77 | Австрия    | ПЗ      | Дин Барлов                     |

## Европейский рекорд
| Season  | Competition      | Round | Club  | Home | Away | Aggregate |
| ------- | ---------------- | ----- | ----- | ---- | ---- | --------- |
| 2014–15 | Лига Европы УЕФА | 2Q    | Ботев | 2–0  | 1–2  | 3–2       |
| 2014–15 | Лига Европы УЕФА | 3Q    | ПСВ   | 2–3  | 0–1  | 2–4       |

обозначение
- 2Q: Второй квалификационный раунд
- 3Q: Третий квалификационный раунд

## Достижения
Победитель Первой лиги:
- 2015/16

Победитель в региональной лиге «Восток» («Ost»):
- 2007/08 (выход в Первую лигу)

Финалист Кубка Австрии:
- 2013/14